# Desportos paralímpicos
Desporto paraolímpico (português europeu) ou Esporte paraolímpico (português brasileiro) ou paralímpico é o desporto para pessoas com deficiências físicas exibido nas modalidades disputadas nos Jogos Paralímpicos de Inverno ou de Verão. A partir de 2016, as Paraolimpíadas de Verão terão 23 esportes e 526 eventos competitivos, enquanto as Paraolimpíadas de Inverno contarão com cinco esportes e categorias em 70 competições. O número e o tipo de eventos competitivos podem variar de uma paraolimpíada para outra.

Jogos Paralímpicos

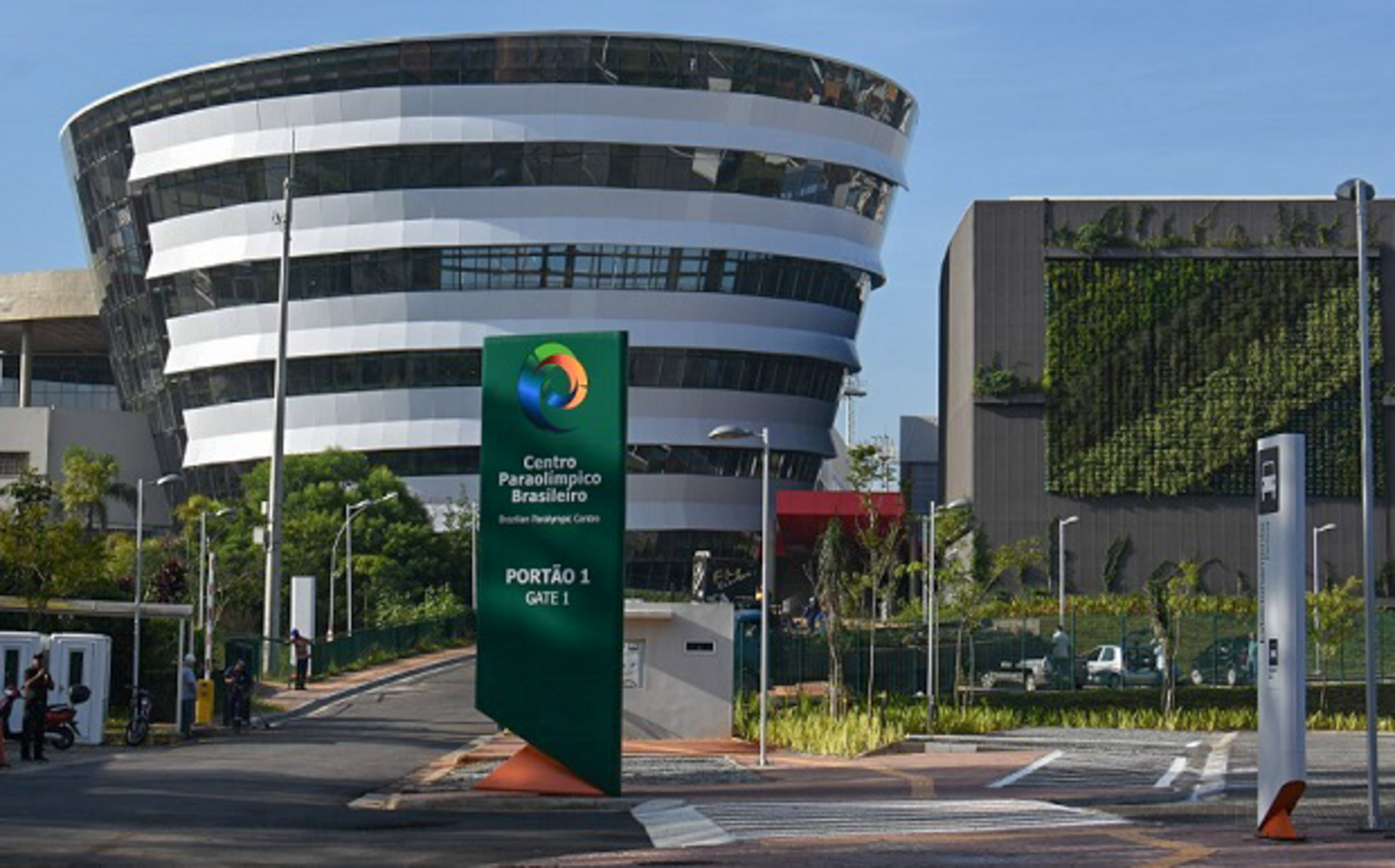
Centro Paralímpico Brasileiro

Os Jogos Paraolímpicos são o maior multi-evento internacional para atletas com deficiência física. Inclui atletas com dificuldades de locomoção, amputações, cegueira e paralisia cerebral. Esporte Paralímpico refere-se às atividades competitivas organizadas como parte do movimento paralímpico global. Estes esportes são organizados por instituições internacionais para uma padronização de suas regras de competição. Estes desportos são organizados e disputados sob a supervisão do Comité Paralímpico Internacional (IPC) e outras federações desportivas internacionais.

## História
A prática organizada de esportes para pessoas com deficiências físicas começou a partir de programas de reabilitação. Devido ao grande número de ex-soldados e civis que tiveram algum tipo de mutilação durante a Segunda Guerra Mundial, o esporte passou a ser vital como ferramenta importante na parte de reabilitação dessas pessoas. Cresceu como categoria recreativa e depois passou a ser um esporte competitivo.
O pioneiro nessa modificação foi o médico alemão Ludwig Guttmann, que trabalhava no Stoke Mandeville Hospital na Inglaterra. Em 1948, enquanto os Jogos Olímpicos eram disputados em Londres, o médico organizou uma competição paralela para atletas cadeirantes do hospital. Assim se originaram os Jogos de Stoke Mandeville, que evoluíram para se tornarem hoje os Jogos Paralímpicos.

## Organização
O Comitê Paraolímpico Internacional (IPC) é reconhecido mundialmente como a organização maior dos jogos, com liderança direta sobre nove esportes, e responsável pelos Jogos Paralímpicos e outros eventos multi-esporte e multi-deficiência física. Outras organizações, como a Federação Internacional do Esporte para Amputados e Cadeirantes (WAS), a Federação Esportiva Internacional dos Cegos (IBSA), a Federação Internacional de Esportes para Pessoas com Deficiência Intelectual (INAS), e a Associação Internacional de Esportes e Recreação de Pessoas com Paralisia Cerebral (CP-ISRA) governam alguns dos esportes que são específicos a certos grupos com deficiências especiais.
Além disso, algumas federações coordenam esportes para atletas com deficiência específica, seja como parte de uma federação de esportes para não-deficientes, como a Federação Internacional dos Esportes Equestres ou como parte de uma federação especial, tal como a Federação Internacional do Basquete em Cadeira de Rodas.
Em nível nacional, há uma vasta diversificação de organizações que se responsabilizam pelo esporte paralímpico, incluindo o Comitê Paralímpico Nacional, que é membro do IPC, e alguns outros.

## Categorias de Deficiências
Atletas que participam dos esportes paralímpicos estão agrupados em dez categorias principais, que se baseiam no tipo de deficiência do indivíduo:
Deficiência Física - Se subdivide em oito tipos diferentes de deficiência:
- Paralisia Muscular - Pessoas com esse tipo de deficiência que possuem redução do movimento parcial dos músculos em uma ou mais partes do corpo, podendo ser resultante de doenças como a poliomielite, lesão da medula espinhal ou medula bífida.
- Movimento Limitado Passivo - Nessa categoria, os movimentos das juntas em uma ou mais partes do corpo são reduzidos. Contudo, condições como artrite aguda não se incluem nesta subdivisão.
- Perda ou deficiência de um membro - É a perda parcial ou total de um ou mais membros (perna, braço) devido à doença, trauma ou problema congênito.
- Diferença de comprimento em uma das pernas - Ocorre devido à deficiência congênita ou trauma resultando em encurtamento significativo dos ossos.
- Baixa estatura - Quando a altura é reduzida devido ao encurtamento das perna, braços e tronco, resultantes de uma deficiência dos ossos e cartilagem que compõem a estrutura músculo-esqueletal.
- Hipertonia - Resulta de um aumento anormal na rigidez dos músculos e consequente redução da possibilidade de seu alongamento.
- Distaxia ou Ataxia - Também conhecida como desordem da marcha, é uma deficiência que consiste na irregularidade na coordenação muscular dos movimentos.
- Atetose - Geralmente caracterizada por movimentos involuntários e desbalanceados e a dificuldade em manter uma postura simétrica.

Deficiência Visual - Inclui atletas com deficiências parcial (suficiente para serem julgados como legalmente cegos) até aqueles totalmente cegos. Inclui um ou mais aspectos do sistema visual (estrutura do olho, receptores, caminho do nervo ótico e córtex visual). Os guias dos atletas com deficiência visual compõem uma parte vital da competição e, ao lado dos atletas, são tidos como parte de um time. Desde 2012, os guias que auxiliam no futebol de cinco passaram a receber medalhas juntamente com os próprios jogadores.   Deficiência Intelectual - São aqueles atletas com significativa deficiência da atividade intelectual e limitações associadas ao comportamento adaptativo. O IPC se dedica primariamente aos atletas com deficiências físicas, mas o quesito Deficiência Intelectual acabou sendo adicionado aos Jogos Paralímpicos. Contudo, inclui somente atletas diagnosticados com tal deficiência até os 18 anos de idade. São as Olimpíadas Especiais que se dedicam aos atletas com esse tipo de deficiência.
A categoria de deficiência determina quais os atletas que irão se enfrentar e em quais esportes eles podem participar. Alguns dos esportes permitem que o atleta tenha múltiplas deficiências (por exemplo, o ciclismo), enquanto outras categorias se restrigem a apenas uma (exemplo, futebol de cinco). Em alguns esportes, alguns atletas podem competir, mas somente dentro de categorias específicas (por exemplo, no atletismo), enquanto outros competidores de outras categorias se enfrentam uns aos outros (exemplo, natação). Os eventos na paralimpíada são normalmente nomeados de acordo com a categoria de deficiência mais relevante, como, por exemplo, Nado Livre Masculino S1, o que indica que os participantes com deficiência física severa, ou como no Tênis de Mesa Feminino I1, demonstrando que as atletas com deficiência intelectual.

## Classificação das modalidades paralímpicas
Um dos componentes-chave do esporte paraolímpico é a sua classificação. Esse quesito permite que a competição seja estruturada, permitindo que atletas possam competir no mesmo nível de pessoas com as mesmas deficiências ou com deficiências similares. Mas a competição se manterá nivelada também por peso e por idade, categorias utilizadas pelos esportes sem deficiências.
Os atletas são classificados através de vários processos, ligados ao tipo de deficiência e o esporte nos quais o atleta se enquadra. Essa avaliação pode incluir exame médico ou físico, um teste técnico sobre a performance do desportista em seu esforço físico, e observações dentro e fora de competição. Cada esporte tem seu sistema próprio de classificação e que fazem parte de suas regras particulares.
Na tabela seguinte estão listados os Desportos Paralímpicos (atuais ou não):
| Desporto                    | Categorias          | Órgão    | Estado nos Jogos Paralímpicos         |
| --------------------------- | ------------------- | -------- | ------------------------------------- |
| Esqui alpino                | ALA, CP, VI, WC     | IPC      | Jogos de Inverno (1976-presente)      |
| Tiro com arco               | ALA, CP, WC         | IPC      | Jogos de Verão(1960-presente)         |
| Atletismo                   | ALA, CP, ID, VI, WC | IPC      | Jogos de Verão (1960-presente)        |
| Basquetebol ID              | ID                  | INAS-FID | (Jogos de Verão 1996-2000)            |
| Bocha                       | CP                  | CP-ISRA  | Jogos de Verão (1984-presente)        |
| Lawn Bowls                  | ALA, CP, VI, WC,    | IPC      | (Jogos de Verão 1968-1988, 1996)      |
| Sinuca                      | WC                  | IWAS     | (Jogos de Verão 1960-1976, 1984-1988) |
| Ciclismo                    | ALA, CP, VI, WC     | IPC      | Jogos de Verão {1988-presente)        |
| Hipismo                     | ALA, CP, VI, WC     | FEI      | Jogos de Verão (1996-presente)        |
| Futebol de cinco            | VI                  | IBSA     | Jogos de Verão (2004-presente)        |
| Futebol de sete             | CP                  | CP-ISRA  | Jogos de Verão (1984-presente)        |
| Goalball                    | VI                  | IBSA     | Jogos de Verão (1980-presente)        |
| Hóquei em trenó             | ALA, WC             | IPC      | Jogos de Verão (1994-presente)        |
| Paracanoagem                |                     | ICF      | Jogos de Verão (a partir de 2016)     |
| Judô                        | VI                  | IBSA     | Jogos de Verão (1988-presente)        |
| Esqui nórdico               | ALA, CP, VI, WC     | IPC      | Jogos de Inverno (1976-presente)      |
| Levantamento de peso        | ALA, CP, WC         | IPC      | (Jogos de Verão 1964-1992)            |
| Vela                        | ALA, CP, VI, WC     | IFDS     | Jogos de Verão (1996-presente)        |
| Tiro                        | ALA, CP, VI, WC     | IPC      | Jogos de Verão (1976-presente)        |
| Natação                     | ALA, CP, ID, VI, WC | IPC      | Jogos de Verão (1960-presente)        |
| Tênis de mesa               | ALA, CP, WC         | IPC      | Jogos de Verão (1960-presente)        |
| Voleibol                    | ALA                 | WOVD     | Jogos de Verão (1976-presente)        |
| Basquetebol                 | WC                  | IWBF     | Jogos de Verão (1960-presente)        |
| Curling                     | WC                  | ICF      | Jogos de Inverno (2006-presente)      |
| Esgrima em cadeira de rodas | WC                  | IWAS     | Jogos de Verão (1960-presente)        |
| Rugby em cadeira de rodas   | WC                  | IWAS     | Jogos de Verão (1996-presente)        |
| Snowboarding                | ALA                 | WSF      | Jogos de Inverno (2014-presente)      |
| Tênis em cadeira de rodas   | WC                  | ITF      | Jogos de Verão (1992-presente)        |
| Remo                        | ALA, VI, WC         | IPC      | Jogos de Verão (2008 - Presente)      |

### Siglas
- Categorias:
  - ALA - Amputados e outros
  - CP - Paralisia cerebral
  - ID - Deficiência intelectual
  - VI - Deficiências visuais
  - WC - Cadeira de rodas

- Órgãos[11]:
  - CP-ISRA - Associação Interacional de Desportos e Recreação de Pessoas com Paralisia Cerebral
  - FEI - Federação Internacional dos Desportos Equestres
  - IBSA - Federação Internacional de Desportos para Cegos
  - ICF - Federação Internacional de Curling
  - IFDS - Fundação Internacional De Vela Paralímpica
  - INAS-FID - Federação Internacional de Desportes para Portadores de Deficiência Intelectual
  - IPC - Comitê Paralímpico Internacional (inclui atletismo, natação, tiro, levantamento de peso, esqui, biatlon, Remo e esqui cross-country paralímpicos).
  - ITF - Federação de Tênis Internacional
  - IWAS - Federação Internacional de Desportos para Cadeirantes e Amputados
  - IWBF - Federação Internacional de Basquete em Cadeira de Rodas
  - WOVD - Organização Mundial do Vôlei para Portadores de Necessidades Especiais
  - ICSD - Confederação Internacional dos Desportos dos Surdos
  - ITU - União Internacional de Triatlon
  - ICF - Federação Internacional de Canoagem
  - WA - Federação Internacional do Arco e Flecha
  - BISFed - Federação Internacional da Bocha
  - IWRF - Federação Internacional de Rúgbi em cadeira de rodas
  - UCI - União Internacional de Ciclismo
  - ITTF - Federação Internacional de Tênis de Mesa
  - FISA - Federação Internacional de Remo

### Atletismo
Participam atletas com deficiência física e visual, em provas masculinas e femininas, que têm especificidades de acordo com a deficiência dos competidores e se dividem em corridas, saltos, lançamentos e arremessos. Desde os Jogos de Roma, em 1960, o atletismo faz parte oficialmente do esporte paralímpico.
As primeiras medalhas do Brasil em Paralimpíadas na modalidade vieram em 1984, em Nova Iorque e em Stoke Mandeville, Inglaterra. Nos Estados Unidos foram conquistadas seis medalhas: uma de ouro, três de prata e duas de bronze. Na cidade inglesa, o Brasil obteve cinco medalhas de ouro, nove de prata e uma de bronze. Em Seul (1988), mais três de ouro, oito de prata e quatro de bronze. Na Paralimpíada de Barcelona, em 1992, os competidores trouxeram três medalhas de ouro e uma de bronze. Em Atlanta (1996), o Brasil conquistou cinco medalhas de prata e seis de bronze. Em Sydney (2000) foram quatro de ouro, quatro de prata e uma de bronze. Mas foi em Atenas, em 2004, que o atletismo brasileiro mostrou sua força: 16 medalhas no total, sendo cinco de ouro. Nos Jogos Parapan-Americanos do Rio de Janeiro (2007) o Brasil terminou em primeiro lugar geral, com 25 medalhas de ouro, 27 de prata e 21 de bronze, totalizando 73 medalhas na modalidade. Nos Jogos de Londres foram sete medalhas de ouro, oito de prata e três de bronze, em um total de 18 medalhas.
Atletas com deficiência física e visual, de ambos os sexos, podem praticar a modalidade. As provas são de acordo com a deficiência dos competidores, divididas entre corridas, saltos, lançamentos e arremessos. Nas provas de pista (corridas), dependendo do grau de deficiência visual do atleta, ele pode ser acompanhado por um atleta-guia, que corre ao seu lado ligado por uma cordinha. Ele tem a função de direcionar o atleta, mas não deve puxá-lo, sob pena de desclassificação. As competições seguem as regras da Federação Internacional de Atletismo (IAAF), com algumas adaptações para o uso de próteses, cadeira de rodas ou guia, mas sem oferecer vantagem em relação aos seus adversários. No Brasil, a modalidade é administrada pelo Comitê Paralímpico Brasileiro.

### Basquete em cadeira de rodas
O basquete em cadeira de rodas começou a ser praticado nos Estados Unidos, em 1945. Os jogadores eram ex-soldados do exército norte-americano feridos durante a 2.ª Guerra Mundial. A modalidade é uma das poucas que esteve presente em todas as edições dos Jogos Paralímpicos. As mulheres disputaram a primeira Paralimpíada em Tel Aviv, no ano de 1968. O basquete em cadeira de rodas foi a primeira modalidade paralímpica a ser praticada no Brasil, em 1958.
A modalidade é praticada por atletas de ambos os sexos que tenham alguma deficiência físico-motora, sob as regras adaptadas da Federação Internacional de Basquete em Cadeira de Rodas. As cadeiras são adaptadas e padronizadas, conforme previsto na regra. A cada dois toques na cadeira, o jogador deve quicar, passar ou arremessar a bola. As dimensões da quadra e a altura da cesta são as mesmas do basquete olímpico. No Brasil, a modalidade é administrada pela Confederação Brasileira de Basquetebol em Cadeira de Rodas (CBBC).

### Bocha
A bocha estreou no programa paralímpico oficial em 1984, na cidade de Nova Iorque, com disputas individuais no feminino e masculino. Em Atlanta (1996), foi incluído o jogo de duplas. A primeira medalha paralímpica brasileira veio no Lawn Bowls, um tipo de bocha na grama. Róbson Sampaio de Almeida e Luiz Carlos “Curtinho” ganharam prata em 1972, nos Jogos de Heidelberg, Alemanha. Nos Jogos de Pequim 2008, Dirceu Pinto e Eliseu Santos foram campeões nas duplas BC4. No individual, Dirceu faturou o ouro e Eliseu ficou com o bronze. Em Londres 2012, Dirceu e Eliseu repetiram a proeza e conquistaram o bicampeonato paralímpico nas duplas. No individual os atletas repetiram o mesmo resultado: ouro para Dirceu e bronze para Eliseu. Na classe BC2, Maciel Santos conquistou um inédito ouro para o Brasil.
Competem na bocha paralímpica paralisados cerebrais severos que utilizem cadeira de rodas. O objetivo do jogo é lançar bolas coloridas o mais perto possível de uma bola branca chamada de jack (conhecida no Brasil como bolim). É permitido o uso das mãos, dos pés ou de instrumentos de auxílio para atletas com grande comprometimento nos membros superiores e inferiores. Há três maneiras de se praticar o esporte: individual, duplas ou equipes. No Brasil, a bocha é administrada pela Associação Nacional de Desporto para Deficientes (Ande).

### Ciclismo
O ciclismo começou na década de 80, quando somente deficientes visuais competiam. A Paralimpíada de Nova Iorque (1984) marcou por ser a primeira com atletas paralisados cerebrais, amputados e deficientes visuais. Em Seul (1988), o ciclismo de estrada entrou no programa oficial de disputas. A partir de Atlanta (1996), cada tipo de deficiência passou a ser avaliado de forma específica. Nesta competição foram incluídas provas de velódromo. Em Sydney (2000), o handcycling (ciclismo com as mãos) teve provas de exibição.
O Brasil estreou nos Jogos Paralímpicos em Barcelona (1992), com Rivaldo Gonçalves Martins. Dois anos depois, na Bélgica, o mesmo ciclista, amputado da perna com prótese, conquistou o título de campeão mundial na prova de contra-relógio. Nos Jogos Parapan-Americanos de Mar del Plata, em 2003, o país trouxe duas medalhas de ouro com Rivaldo (contra-relógio e estrada) e uma prata com Roberto Carlos Silva (contra-relógio). No Parapan-Americano de Cali (Colômbia), em 2007, o brasileiro Soelito Gohr conquistou ouro nos 4 km da prova de perseguição individual (CL1).
Paralisados cerebrais, deficientes visuais, amputados e lesionados medulares (cadeirantes), de ambos os sexos, competem no ciclismo. Existem duas maneiras de ser praticada: individual ou em equipe. As regras seguem as da União Internacional de Ciclismo (UCI), mas com pequenas alterações relativas à segurança e classificação dos atletas. No Brasil, a modalidade é administrada pela Confederação Brasileira de Ciclismo (CBC).

### Esgrima em cadeira de rodas
A esgrima requer dos atletas capacidade de adaptação, criatividade, velocidade, reflexos apurados, astúcia e paciência. Somente competem pessoas com deficiência locomotora. O Comitê Executivo de Esgrima do Comitê Paralímpico Internacional administra a modalidade, que segue as regras da Federação Internacional de Esgrima (FIE). Em Londres 2012 o Brasil garantiu sua primeira medalha na modalidade com o ouro de Jovane Guissone.
As pistas de competição têm 4 m de comprimento por 1,5 m de largura. A diferença para a esgrima olímpica é que os atletas têm suas cadeiras fixadas no solo. Caso um dos esgrimistas se mexa, o combate é interrompido. Os equipamentos obrigatórios da modalidade são: máscara, jaqueta e luvas protetoras. Nos duelos de florete, a arma mais leve, há uma proteção para as rodas da cadeira. Nas disputas de espada, uma cobertura metálica é utilizada para proteger as pernas e as rodas da cadeira. As competições se dividem em categorias de acordo com a arma: florete, espada e sabre. No Brasil, a modalidade é organizada pelo Comitê Paralímpico Brasileiro por meio da Coordenação de Esgrima.

### Futebol de cinco
O futebol de cinco é exclusivo para cegos ou deficientes visuais. As partidas normalmente são em uma quadra de futsal adaptada, mas desde os Jogos Paralímpicos de Atenas também tem sido praticadas em campos de grama sintética. O goleiro tem visão total e não pode ter participado de competições oficiais da Fifa nos últimos cinco anos. Junto às linhas laterais, são colocadas bandas que impedem que a bola saia do campo. Cada time é formado por cinco jogadores – um goleiro e quatro na linha. Diferente dos estádios com a torcida gritando, as partidas de futebol de cinco são silenciosas, em locais sem eco.
A bola tem guizos internos para que os atletas consigam localizá-la. A torcida só pode se manifestar na hora do gol. Os jogadores usam uma venda nos olhos e se tocá-la é falta. Com cinco infrações, o atleta é expulso de campo e pode ser substituído por outro jogador. Há ainda um guia, o chamador, que fica atrás do gol, para orientar os jogadores, dizendo onde devem se posicionar em campo e para onde devem chutar. O jogo tem dois tempos de 25 minutos e intervalo de 10 minutos.
Em 1998, o Brasil sediou o primeiro Mundial de futebol e levou o título. Dois anos depois, em Jerez de la Frontera, na Espanha, a seleção se sagrou campeã novamente. Em Atenas (2004) a seleção masculina brasileira estreou nos Jogos Paralímpicos e conquistou a medalha de ouro numa vitória sobre a Argentina por 3 a 2, nos pênaltis. No Parapan do Rio de Janeiro, em 2007, o Brasil ficou em primeiro lugar. Em Pequim 2008, o Brasil repetiu a façanha e conquistou o bicampeonato paralímpico. Nos Jogos de Londres 2012, a seleção subiu no lugar mais alto do pódio e foi tricampeã paralímpica. No Brasil, a modalidade é administrada pela Confederação Brasileira de Desportos de Deficientes Visuais (CBDV).

### Futebol de sete
Em 1978 surgiu o futebol de 7 para paralisados cerebrais. Foi na cidade de Edimburgo, na Escócia, que aconteceram as primeiras partidas. A primeira Paralimpíada em que a modalidade esteve presente foi em Nova Iorque, em 1984. Em Barcelona (1992), o Brasil estreou nos Jogos Paralímpicos e ficou em sexto lugar. Na Paralimpíada de Atlanta (1996), a seleção brasileira ficou em penúltimo lugar na classificação geral. Quatro anos depois, em Sydney, virou o jogo e conquistou o terceiro lugar geral. Nos Jogos Paralímpicos de Atenas (2004), o Brasil se superou mais uma vez e conquistou a medalha de prata, deixando para trás potências como a Rússia, Estados Unidos e Argentina.
O futebol de sete é praticado por atletas do sexo masculino, com paralisia cerebral, decorrente de sequelas de traumatismo crânio-encefálico ou acidentes vasculares cerebrais. As regras são da FIFA, mas com algumas adaptações feitas pela Associação Internacional de Esporte e Recreação para Paralisados Cerebrais (CP-ISRA). O campo tem no máximo 75 m x 55 m, com balizas de 5 m x 2 m e a marca do pênalti fica a 9,20 m do centro da linha de gol. Cada time tem sete jogadores (incluindo o goleiro) e cinco reservas. A partida dura 60 minutos, divididos em dois tempos de 30, com um intervalo de 15 minutos. Não existe regra para impedimento e a cobrança lateral pode ser feita com apenas uma das mãos, rolando a bola no chão. Os jogadores pertencem as classes menos afetadas pela paralisia cerebral e não usam cadeira de rodas. No Brasil, a modalidade é administrada pela Associação Nacional de Desporto para Deficientes (Ande).

### Goalball
O goalball foi criado em 1946, pelo austríaco Hanz Lorezen e o alemão Sepp Reindle, que tinham como objetivo reabilitar veteranos da Segunda Guerra Mundial que perderam a visão. Nos Jogos de Toronto (1976) sete equipes masculinas apresentaram a modalidade aos presentes. Dois anos depois houve o primeiro Campeonato Mundial de Goalball, na Áustria. Em 1980, na Paralimpíada de Arnhem, o esporte passou a integrar o programa paralímpico. Em 1982, a Federação Internacional de Esportes para Cegos (IBSA) começou a gerenciar a modalidade. As mulheres entraram para o goalball nas Paralimpíadas de Nova Iorque, em 1984.
A modalidade foi implementada no Brasil em 1985. Inicialmente, o Clube de Apoio ao Deficiente Visual (CADEVI) e a Associação de Deficientes Visuais do Paraná (ADEVIPAR) realizaram as primeiras partidas. O primeiro campeonato brasileiro de goalball foi realizado em 1987. A seleção brasileira masculina conquistou uma medalha de prata no Parapan de Buenos Aires, em 1995. Na Carolina do Sul, em 2001, as mulheres conquistaram o bronze no Parapan-Americano, enquanto a seleção masculina ficou com o quarto lugar. Em 2003, as atletas brasileiras foram vice-campeãs no Mundial da IBSA, disputado em Quebec, no Canadá. Com isso, o Brasil se classificou para uma edição dos Jogos Paralímpicos pela primeira vez. Em Pequim foi a estreia da Seleção masculina em uma Paralimpíada. Em Londres 2012 o Brasil esteve com força total nos Jogos, com a presença das equipes feminina e masculina. Os homens alcançaram um feito histórico ao serem vice-campeões paralímpicos e levar a medalha de prata no peito.

### Halterofilismo
O halterofilismo apareceu pela primeira vez em uma Paralimpíada em 1964, em Tóquio. A deficiência dos atletas era exclusivamente lesão da coluna vertebral. Até os Jogos de Atlanta (1996), somente os homens competiam. Quatro anos depois, em Sydney, as mulheres entraram de vez para a modalidade. Atualmente 109 países possuem halterofilistas paralímpicos.
O Brasil estreou nos Jogos de Atlanta com o atleta Marcelo Motta. Em Sydney (2000), Alexander Whitaker, João Euzébio e Terezinha Mulato competiram. Três anos depois, no Parapan-Americano de Oklahoma, Estados Unidos, Marcelo Motta conquistou medalha de ouro, e um novo recorde das Américas na categoria até 60 kg. João Euzébio (até 82,5 kg) e Terezinha Mulato (até 60 kg) ganharam prata e Walmir de Souza (até 75 kg) ficou com o bronze. Em Atenas, Whitaker e Euzébio ficaram em 4.º e 12.º lugar, respectivamente.

### Hipismo
A estreia paralímpica do hipismo foi nos Jogos de Nova Iorque, em 1984. Três anos depois foi realizado o primeiro Mundial, na Suécia. Mas a modalidade precisava se desenvolver quantitativamente ainda, e só voltou ao programa oficial na Paralimpíada de Sydney (2000). A única disciplina do hipismo do Programa Paralímpico é o Adestramento. Em março de 2002, nasceu o hipismo paralímpico nacional a partir de um curso promovido pela Confederação Brasileira de Hipismo (CBH). Ainda neste ano ocorreram as primeiras provas-treino, com a participação de competidores do Distrito Federal, Minas Gerais e São Paulo.
O hipismo paralímpico é praticado por atletas com vários tipos de deficiência, em cerca de 40 países. A competição de hipismo é mista, ou seja, cavaleiros e amazonas competem juntos nas mesmas provas. Outra característica da modalidade é que não só os competidores recebem medalhas, mas os cavalos também. No Brasil, o hipismo é organizado pela Confederação Brasileira de Hipismo (CBH).

### Judô
A arte marcial foi a primeira modalidade de origem asiática a entrar no programa paralímpico. Desde a década de 1970 já se praticava a modalidade. A estreia em Paralimpíadas foi em 1988, em Seul. Na época, só lutaram os homens com deficiência visual. E assim foi em Barcelona, Atlanta e Sydney. Atenas 2004 marca a entrada das mulheres nos tatames paralímpicos. A entidade responsável pelo esporte é a Federação Internacional de Esportes para Cegos, fundada em Paris, em 1981.
Em 1987, os judocas brasileiros participaram pela primeira vez de uma competição internacional, o Torneio de Paris. Desde quando a modalidade passou a fazer parte dos Jogos Paralímpicos o país demonstra ser uma das maiores potências do planeta. Em Seul (1988), Jaime de Oliveira (categoria até 60 kg), Júlio Silva (até 65 kg) e Leonel Cunha (acima de 95 kg) conquistaram a medalha de bronze. Com esses resultados, o judô passou a ser a quarta modalidade brasileira a subir no pódio paralímpico. Atlanta (1996) teve um significado especial: o Brasil conquistou pela primeira vez a medalha de ouro com o judoca Antônio Tenório da Silva, na categoria até 86 kg. Em Sydney, Tenório foi novamente campeão paralímpico, desta vez na categoria até 90 kg.
As mulheres não ficam atrás. Karla Cardoso (até 48 kg), conquistou no Mundial da IBSA, em 2003, a vaga de Atenas. Danielle Bernardes (até 57 kg) ganhou o bronze e também carimbou seu passaporte para a Grécia. Em Atenas os brasileiros brilharam mais uma vez, com a medalha de ouro de Antônio Tenório (até 100 kg), a prata de Eduardo Amaral (até 73 kg), a prata de Karla Cardoso (até 48 kg) e o bronze de Daniele Silva (até 57 kg). Em Londres 2012 o Brasil conquistou quatro medalhas: bronze com Antônio Tenório (até 100 kg), bronze com Daniele Bernardes (até 63 kg) e Michele Ferreira (até 53 kg) e prata com Lúcia Teixeira (até 57 kg).

### Natação
A natação está presente no programa oficial de competições desde a primeira Paralimpíada, em Roma (1960). Homens e mulheres sempre estiveram nas piscinas em busca de medalhas. O Brasil começou a brilhar em Stoke Mandeville (1984), quando conquistou um ouro, cinco pratas e um bronze. Nos Jogos Paralímpicos de Seul (1988) e nos de Atlanta (1996), os atletas trouxeram um ouro, uma prata e sete bronzes. Em Barcelona (1992), a natação ganhou três bronzes. Os Jogos de Sydney foram marcados pelo excelente desempenho da natação, que trouxe um ouro, seis pratas e quatro bronzes para o Brasil. Em Atenas, foram sete medalhas de ouro, três de prata e uma de bronze. No Parapan do Rio de Janeiro (2007) o Brasil ficou em segundo lugar geral da modalidade, perdendo para o Canadá, mas ficando na frente dos Estados Unidos. Foram 39 medalhas de ouro, 30 de prata e 29 de bronze. Nos Jogos de Londres 2012 o país conquistou 14 medalhas, sendo nove de ouro, quatro de prata e uma de bronze.
Na natação, competem atletas com diversos tipos de deficiência (física, visual e intelectual) em provas como dos 50 m aos 400 m no estilo livre, dos 50 m aos 100 m nos estilos peito, costas e borboleta. O medley é disputado em provas de 150 m e 200 m. As provas são divididas na categoria masculino e feminino, seguindo as regras do IPC Swimming, órgão responsável pela natação no Comitê Paralímpico Internacional.
As adaptações são feitas nas largadas, viradas e chegadas. Os nadadores cegos recebem um aviso do tapper, por meio de um bastão com ponta de espuma quando estão se aproximando das bordas. A largada também pode ser feita na água, no caso de atletas de classes mais baixas, que não conseguem sair do bloco. As baterias são separadas de acordo com o grau e o tipo de deficiência. No Brasil, a modalidade é administrada pelo Comitê Paralímpico Brasileiro.

### Remo
Em 2001, a Federação Internacional de Remo (FISA) solicitou, formalmente, ao Comitê Paralímpico Internacional (CPI), a inclusão do remo nos Jogos Paralímpicos de 2008. Antes porém era preciso realizar dois campeonatos mundiais de remo adaptável até 2005, e conseguir a participação de 24 nações em eventos adaptáveis no campeonato mundial de 2004. No Campeonato Mundial de Remo de 2002, sete tripulações de diferentes nações competiram.
Ainda em 2002 foi assinado o Protocolo de Remo Adaptável de Sevilha, onde a FISA e 36 de suas filiadas (Federações Nacionais, inclusive o Brasil) se comprometeram a desenvolver oportunidades para atletas com deficiência poderem remar e a inscrever tripulações formadas por atletas com deficiência no Mundial de 2004. Pelo menos mais seis Federações Nacionais assinaram o Protocolo, desde aquela data. Com este novo panorama mundial, em julho de 2005 a CBR reativou seu Departamento de Remo Adaptável. O Brasil esteve representado em Pequim por nove atletas. Destes, o barco formado por Josiane Lima e Elton Santana trouxe a primeira e única medalha em Jogos Olímpicos e Paralímpicos para o Brasil nesta Modalidade.
O Remo é o caçula das modalidades do quadro de esportes paralímpicos. Ele entrou no programa em 2005 e os Jogos Paralímpicos de Pequim marcaram a estreia em uma paralimpíada. O termo “adaptado” quer dizer que o equipamento é modificado para a prática do esporte e não propriamente “adaptado” a cada atleta. A Federação Internacional de Remo (FISA) é o órgão máximo do Remo mundial. As corridas são realizadas num percurso de 2000 metros para todas as três classes, PR1, PR2 e PR3. No Brasil, a modalidade é organizada pela Confederação Brasileira de Remo (CBR).

### Rugby em cadeira de rodas
O esporte surgiu no Canadá, em 1977. Apesar de ser uma modalidade relativamente nova, sua expansão tem sido rápida. Em 1996, nos Jogos Paralímpicos de Atlanta, o rugby em cadeira de rodas estreou na maior competição paralímpica mundial. Nesta ocasião, apenas os homens entraram em quadra. Já em Sydney (2000), as equipes eram formadas por homens e mulheres. Nunca houve uma seleção brasileira do esporte em Jogos Paralímpicos.
As partidas são divididas em quatro períodos de oito minutos cada. Entre o primeiro e o segundo quarto, há pausa de um minuto. Assim também ocorre entre a terceira e a última etapas. Do segundo para o terceiro período, cinco minutos são dados para o intervalo. Caso o jogo termine empatado, uma prorrogação de três minutos é disputada. Durante o tempo normal, assim como no basquete, cada time tem direito a dois tempos técnicos e cada atleta tem direito a quatro tempos de 30 segundos. Na prorrogação, um tempo técnico fica disponível para ambas as equipes. No Brasil, a modalidade é organizada pela Associação Brasileira de Rugby em Cadeira de Rodas (ABRC).

### Tênis de mesa
O tênis de mesa é um dos mais tradicionais esportes paralímpicos, disputado desde os Jogos de Roma tanto no masculino quanto no feminino. Todas as edições dos Jogos Paralímpicos tiveram disputas da modalidade. Com o passar dos anos, ocorreram algumas mudanças. Desde os Jogos de Roma (1960) até Tel Aviv, em 1968, eram disputadas partidas no individual e em duplas. Em Heidelberg (1972) começaram as disputas por equipes. Toronto (1976) e Arnhem (1980), só tiveram disputas de jogos simples e por equipe. O open entrou no calendário paralímpico oficial nos Jogos de 1984 e em Seul (1988). Em Barcelona (1992), as disputas passaram a ser apenas no individual e por equipe. Já em Atenas (2004), também houve disputa de duplas. A história do tênis de mesa no Brasil se confunde com a do Comitê Paralímpico Brasileiro (CPB), pois a modalidade começou com a fundação do Comitê, em 1995. O país é representado nos Jogos Paralímpicos desde Atlanta (1996).
No tênis de mesa participam atletas do sexo masculino e feminino com paralisia cerebral, amputados e cadeirantes. As competições são divididas entre atletas andantes e cadeirantes. Os jogos podem ser individuais, em duplas ou por equipes. As partidas consistem em uma melhor de cinco sets, sendo que cada um deles é disputado até que um dos jogadores atinja 11 pontos. Em caso de empate em 10 a 10, vence quem primeiro abrir dois pontos de vantagem. A raquete pode ser amarrada na mão do atleta para facilitar o jogo. A instituição responsável pela modalidade é a Federação Internacional de Tênis de Mesa (ITTF). Em relação ao tênis de mesa convencional existem apenas algumas diferenças nas regras, como na hora do saque para a categoria cadeirante. No Brasil, a modalidade é organizada pela Confederação Brasileira de Tênis de Mesa (CBTM).

### Tênis em cadeira de rodas
Em 1988, a modalidade foi exibida nos Jogos Paralímpicos de Seul. Em 1991, a Federação Internacional de Tênis em Cadeira de Rodas (IWTF) foi incorporada à Federação Internacional de Tênis (ITF), que hoje é a responsável pela administração, regras e desenvolvimento do esporte em nível global. Barcelona (1992), foi o marco para o tênis em cadeira de rodas, pois passou a distribuir medalhas. Desde então homens e mulheres disputam medalhas nas quadras em duplas ou individual.
O primeiro tenista brasileiro em cadeira de rodas foi José Carlos Morais, em 1985. José Carlos conheceu o esporte quando foi à Inglaterra competir pela seleção nacional de Basquete em Cadeira de Rodas. O Brasil estreou nos Jogos Paralímpicos, em Atlanta (1996), com Morais novamente como pioneiro e Francisco Reis Junior. Nas Paralimpíadas de Atenas (2004), Mauricio Pommê e Carlos Santos, o Jordan, representaram o país.

### Tiro com arco
Em cada tentativa, a concentração é fundamental para os arqueiros. As regras da modalidade são quase as mesmas das adotadas pela Federação Internacional de Tiro com Arco (FITA). A entidade responsável pelo gerenciamento e desenvolvimento do esporte é o Comitê de Tiro com Arco do Comitê Paralímpico Internacional (IPC). Tetraplégicos, paraplégicos e pessoas com mobilidade limitada nos membros inferiores competem. Estes últimos podem escolher atuar em pé ou sentados num banco.
Uma distância de 70 m separa os atletas do alvo, que mede 1,22m de diâmetro, sendo formado por dez círculos concêntricos. O mais externo vale um ponto. A partir daí, quanto mais próxima do círculo central estiver a flecha, maior a pontuação obtida. Dez pontos são dados para quem acerta o centro do alvo, lance que requer muita precisão. Caso a flecha fique no limite entre dois círculos, é considerado o de maior valor. Se uma flecha perfurar a outra, a mesma pontuação da primeira é dada à segunda.
Os primeiros eventos do esporte ocorreram por volta de 1948, nos Jogos de Stoke Mandeville, na Inglaterra. Esta é uma das mais tradicionais modalidades paralímpicas, visto que está presente desde a primeira Paralimpíada em Roma (1960). Em todas as edições dos Jogos Paralímpicos, o tiro com arco preservou a característica de contar com a participação tanto masculina como feminina. Hoje, competem arqueiros em cadeira de rodas, paralisados cerebrais, amputados e Les Autres. Há disputas no individual e por equipe. Um dos fatos mais marcantes do tiro com arco paralímpico ocorreu em 1992, na Cerimônia de Abertura da Olimpíada de Barcelona, quando o espanhol Antonio Rebollo, duas vezes medalhista paralímpico, atirou a flecha que acendeu a Pira Olímpica, declarando, assim, o início do maior evento esportivo do mundo. No Brasil, a modalidade é organizada pela Confederação Brasileira de Tiro com Arco (CBTarco).

### Tiro esportivo
O tiro esportivo estreou nos Jogos Paralímpicos de Toronto, em 1976. Na época somente os homens competiram. Já nos Jogos de Arnhem (1980), na Holanda, as mulheres entraram com tudo nas disputas inclusive nas provas mistas. Em 1984, as provas paralímpicas mistas deixaram de existir, sendo retomadas em Barcelona (1992). Na ocasião, a categoria mista voltou em substituição ao feminino. A volta dos três tipos de disputa aconteceu nos Jogos de Atlanta (1996). Nos Jogos Paralímpicos de Sydney, em 2000, a disputa pelo ouro aconteceu entre homens, mulheres e nos confrontos entre ambos.
O Comitê de Tiro Esportivo do Comitê Paralímpico Internacional (IPC) é responsável por administrar a modalidade. As regras das competições têm apenas algumas adaptações. Pessoas amputadas, paraplégicas, tetraplégicas e com outras deficiências locomotoras podem competir tanto no masculino como no feminino. As regras variam de acordo com a prova, a distância, o tipo do alvo, posição de tiro, número de disparos e o tempo que o atleta tem para atirar. Em cada competição as disputas ocorrem numa fase de classificação e numa final. As pontuações de ambas as fases são somadas e vence quem fizer mais pontos. O alvo é dividido em dez circunferências que valem de um a dez pontos e são subdivididas, cada uma, entre 0.1 e 0.9 pontos. A menor e mais central circunferência é a que vale mais, dez pontos.
No Brasil, a modalidade que é administrada pelo Comitê Paralímpico Brasileiro (CPB), começou a ser praticada em 1997, no Centro de Reabilitação de Polícia Militar do Rio de Janeiro. No ano seguinte, o país foi representado pela primeira vez em um torneio internacional, realizado na cidade espanhola de Santander. Em 2002, o CPB investiu em clínicas da modalidade para sua difusão no Brasil. Os atiradores Carlos Strub, Cillas Viana e Walter Calixto conquistaram a medalha de bronze por equipe no Aberto de Apeldoorn, na Holanda, em 2003. Nos Jogos Paralímpicos de Pequim (2008), houve a primeira participação de um atleta brasileiro na história dos Jogos com Carlos Garletti, que voltou a representar o Brasil nos Jogos de Londres (2012).

### Vela adaptada
Pessoas com deficiência locomotora ou visual podem competir na modalidade. A vela paralímpica segue as regras da Federação Internacional de Iatismo (ISAF) com algumas adaptações feitas pela Federação Internacional de Iatismo para Deficientes (IFDS). Três tipos de barco são utilizados nas competições paralímpicas: o barco da classe 2.4mR tripulado por um único atleta; o barco da classe Sonar, com 3 atletas; e o barco SKUD-18 para 2 tripulantes paraplégicos, sendo obrigatoriamente 1 tripulante feminino.
As competições, denominadas de “regatas”, são percursos sinalizados com boias, feitas de acordo com as condições climáticas, de forma que o atleta teste todo seu conhecimento de velejador. Barcos com juízes credenciados pela ISAF fiscalizam o percurso, podendo o atleta ser penalizado com pontos, caso infrinja alguma regra. Uma competição é composta de várias regatas, ganhando o evento aquele que tiver melhor resultado após a somatória de todos as suas colocações nas regatas.
A vela adaptada, no Brasil, teve início em 1999 com o Projeto Água-Viva, desenvolvido a partir de uma parceria entre a Classe de Vela Day Sailer, o Clube Paradesportivo Superação e o Clube Municipal de Iatismo em São Paulo. Em 2000, a Federação Brasileira de Vela e Motor – FBVM, tomou conhecimento do Água Viva, e criou a Coordenação de vela adaptada para desenvolver este trabalho a nível nacional, criando o primeiro polo de vela adaptada em São Paulo. Em trabalho conjunto, a Federação de Vela de São Paulo incorporou o projeto Água Viva tornando-o parte da Coordenação Paulista de Vela Adaptada.
A partir deste ponto, a FBVM trabalhou junto às entidades internacionais para que fosse reconhecida junto ao Comitê Paralímpico Brasileiro  e a IFDS – International Federation Disable Sailing. Em 2003, veio o reconhecimento pelo Comitê Paralímpico Brasileiro, sendo que no final de 2003 chegaram ao Brasil os primeiros barcos da classe 2.4mR. Nos Jogos Paralímpicos do Brasil, disputados em São Paulo, em maio de 2004, a vela participou como esporte-demonstração com estes barcos.
Em 2007, a FBVM se dividiu em duas Confederações, uma delas sendo a Confederação Brasileira de Vela Adaptada – CBVA, que cuida exclusivamente deste esporte a nível nacional. Desde então, com a ajuda do CPB, a CBVA já possui 2 polos de vela adaptada funcionando no país (em São Paulo e em Santa Catarina), e mais 4 polos estão sendo implementados no DF, RJ, ES e RS. Com o apoio do CPB, a vela paralímpica vem tendo um crescimento exponencial, tendo a equipe da CBVA conseguido a vitória de representar o país nas Paralimpíadas de Pequim, com os atletas cariocas Luiz Faria, Darke de Matos e Rossano Leitão. Bruno das Neves e Elaine Pedroso foram os representantes da modalidade nos Jogos de Londres 2012.

### Voleibol sentado
Em 1956, na Holanda, houve a fusão do voleibol convencional e o sitzbal, esporte alemão que não tem a rede, praticado por pessoas com mobilidade limitada e jogam sentadas, resultando no voleibol sentado. Na modalidade, podem competir amputados, paralisados cerebrais, lesionados na coluna vertebral e pessoas com outros tipos de deficiência locomotora. Na Paralimpíada de Toronto (1976), o voleibol sentado teve jogos de exibição. Quatro anos depois, o esporte coletivo foi incluído no programa de competições dos Jogos Paralímpicos de Arnhem, na Holanda, com a participação de sete seleções.
Desde 1993, existem campeonatos mundiais masculino e feminino da modalidade. Até Sydney (2000), o voleibol paralímpico era dividido entre a categoria sentada e em pé. A partir de Atenas, por decisão do Comitê Paralímpico Internacional (IPC) passaram a ocorrer disputas somente com atletas sentados. As mulheres participaram da competição pela primeira vez em Atenas. O Brasil estreou na disputa em Pequim (2008).
No voleibol sentado competem atletas amputados, principalmente de membros inferiores (muitos são vítimas de acidentes de trânsito) e pessoas com outros tipos de deficiência locomotora (sequelas de poliomielite, por exemplo). Em relação ao convencional a quadra é menor, com dez por seis metros, e a altura da rede é inferior à da modalidade, com 1,15 m do solo no masculino e 1,05 m para o feminino. Os atletas jogam sentados na quadra. No voleibol paralímpico o saque pode ser bloqueado.
A quadra se divide em zonas de ataque e defesa. É permitido o contato das pernas de jogadores de um time com os do outro, porém as mesmas não podem atrapalhar o jogo do adversário. O contato com o chão deve ser mantido em toda e qualquer ação, sendo permitido perdê-lo somente nos deslocamentos. Cada jogo é decidido em melhor de cinco sets, vencendo o time que marcar 25 pontos no set. Em caso de empate, ganha o primeiro que abrir dois pontos de vantagem. Há ainda o tie-break de 15 pontos. O voleibol paralímpico é organizado internacionalmente pela Organização Mundial de Voleibol para Deficientes (WOVD). No Brasil, a modalidade é administrada pela Associação Brasileira de Voleibol Paralímpico (ABVP).

## Esportes de inverno propostos para a próxima edição
O diretor executivo do conselho de atletas do Comitê Paralímpico Internacional, Bob Balk, lançou em 2012 uma campanha para a inclusão de esportes de deslizamento (bobsleigh, ludge e esqueleto) nos jogos paralímpicos de inverno da Coréia do Sul, em 2018.